# Кравцовка (остановочный пункт)
Кравцовка — остановочный железнодорожный пункт Гомельского отделения Белорусской железной дороги на линии Чернигов—Новобелицкая, расположенный между посёлком Лядцы и деревней Марковичи. Станция расположена в 1 км от государственной границы Белоруссии и Украины. Название остановочного пункта из-за деревни Кравцовка, расположенной западнее.

## История
Остановочный пункт был открыт в 1974 году на действующей ж/д линии Чернигов—Новобелицкая Юго-Западной железной дороги. Осуществляется продажа билетов на поезда местного следования без багажных операций.

## Общие сведения
Станция представлена одной боковой платформой. Имеет 1 путь. Нет здания вокзала.

## Пассажирское сообщение
Ежедневно станция принимает бывшие пригородные поезда — поезда региональных линий эконом-класса и городских линий сообщения Кравцовка—Гомель.